# Daruváry Géza
Daruvári Daruváry Géza (Pest, 1866. január 12. – Budapest, 1934. augusztus 3.) magyar  diplomata, politikus, a Bethlen-kormány igazságügy-, illetve külügyminisztere.

## Családja és származása
A nemesi származású daruvári Daruváry család sarja. Apja daruvári Daruváry Alajos (1822–1912), valóságos belső titkos tanácsos, a királyi kúria másodelnöke, pesti királyi ítélőtáblai bíró, anyja Fluk Laura (1839–1911). Az apai nagyszülei daruvári Daruváry Ferenc (1794–1852), királyi ügy-igazgatósági ügyvéd, és Seeburger Erzsébet (1802–1878) voltak. Daruváry Ferenc, aki a "Czinege Ferenc" név alatt született, 1839. május 2-án birtokadományt, magyar nemességet és családi címert szerzett adományban V. Ferdinánd magyar királytól; egyben az uralkodó megengedte a névváltoztatást is és így a "Daruváry" vezetéknevet vette fel a "Czinegét" teljesen elhagyva.

## Élete
A gimnaziumot Pesten és Besztercebányán, jogi tanulmányait a lipcsei és budapesti egyetemen végezte. 1890. július 3-án bírósági gyakorlatra lépett. 1892. február 1-jén ügyvédi vizsgálatot tett. 1894-től külügyi szolgálatba lépett, konzul volt több külföldi államban. Bírósági, majd külügyi szolgálat után 1905-ben a kabinetiroda magyar osztályának vezetésével bízták meg, ahol 1916-ig szolgált. 1912-től titkos tanácsos.
IV. Károly trónra lépésekor nyugalomba vonult, az ellenforradalmi rendszer első éveiben azonban ismét hivatalt vállalt. A Bethlen-kormányban, pártonkívüliként, 1922. június 16-tól 1923. június 11-ig igazságügy- és 1922. december 19-től 1924. október 7-ig külügyminiszter volt. Minisztersége idején zajlottak le a Szovjetunióval a kereskedelmi és diplomáciai kapcsolatok felvételére irányuló, végül is eredménytelen tárgyalások.
Jogi tanulmányait Budapesten és Lipcsében végezte. Rövid ügyvédi és törvényszéki gyakorlat után 1891-ben igazságügy-miniszteri segédfogalmazóvá nevezték ki, 1895-ben külügyi szolgálatba lépett és alkonzul, később konzul volt Odesszában, Szófiában, Skutariban, Belgrádban, Szalonikiben, Kijevben, Amszterdamban, végül Frankfurtban. 1905-ben a kabinetirodába rendelték szolgálattételre, majd 1910-ben kabinetirodai osztályfőnökké nevezték ki.

## Művei
- Daruváry Géza: A mentelmi jogról. tudori értekezés  (Budapest, 1890)[12][13]
- The Situation of Intellectual Workers in Hungary. Reply of Géza Daruváry to the Questionnaire of the Intellectual Co-Operation Commission of the League of Nations; Allan, London, 1923?